# Decade of Decadence
Albums de Mötley Crüe
Dr. Feelgood Mötley Crüe
Decade of Decadence  est la première compilation ou « Greatest hits » du groupe de heavy metal Mötley Crüe. Il est sorti le 1er octobre 1991 sous le label Elektra Records.
La compilation recense tous les hits du groupe de 1981 à 1991, plus quelques titres tels que "Teaser" "Rock N' Roll Junkie" "Primal Scream" "Angela" "Anarchy In The UK", titres qui ne figurent pas dans d'autres albums studio du groupe.

## L'album
Decade of Decadence est le premier "Greatest Hits" de Mötley Crüe. Sur l'album figurent quelques titres remixés spécialement pour l'album tels que "Live Wire", "Piece of Your Action" et "Home Sweet Home". Ce dernier titre se rendra jusqu'en 37e position du Billboard 100. La version originale de 1985 ne s'était rendu qu'en 89e place. C'est par contre la version originale qui restera la plus jouée dans les radios mondiales. On peut aussi voir sur l'album la version de Mötley Crüe de Anarchy in the UK à l'origine jouée pas les Sex Pistols.
La version japonaise contient deux titres de plus, dont une version live de "Red Hot".

## Les titres
1. "Live Wire" (Kick Ass '91 Remix)
2. "Piece Of Your Action" (Screamin' '91 Remix)
3. "Shout At The Devil"
4. "Looks That Kill"
5. "Home Sweet Home" ('91 Remix)"
6. "Smokin' In The Boys Room"
7. "Girls, Girls, Girls"
8. "Wild Side"
9. "Dr. Feelgood"
10. "Kickstart My Heart" (Live)
11. "Teaser"
12. "Rock N' Roll Junkie"
13. "Primal Scream" (new track)
14. "Angela" (new track)
15. "Anarchy In The UK" (new track)

## Personnel
- Vince Neil - Chant, harmonica, percussions
- Mick Mars - Guitare, talk box, lap steel
- Nikki Sixx - Basse, hammond organ, chœurs
- Tommy Lee - Batterie, chœurs